# Länsväg 137
De Zweedse weg 137 is een autoweg tussen de stad Kalmar en het eiland Öland. De weg loopt van west naar oost en bestaat merendeels uit een dam en een brug. De brug Ölandsbron werd geopend in 1972, dat is dus tevens het stichtingsjaar van de 137. De hele weg is 12 km lang. De weg begint op de kruising met de Europese weg 22 in Kalmar en eindigt op een kruising met Zweedse weg 136 op het eiland. Die laatste kruising ligt tussen de dorpen Färjestaden en Algutsrum.
Voordat de weg werd aangelegd voeren er tussen Öland en het vasteland diverse veerdiensten; deze zijn grotendeels opgeheven.

## Knooppunten
- Europese weg 22 bij Kalmar (begin)
- Länsväg 136 op Öland (einde)

## Foto

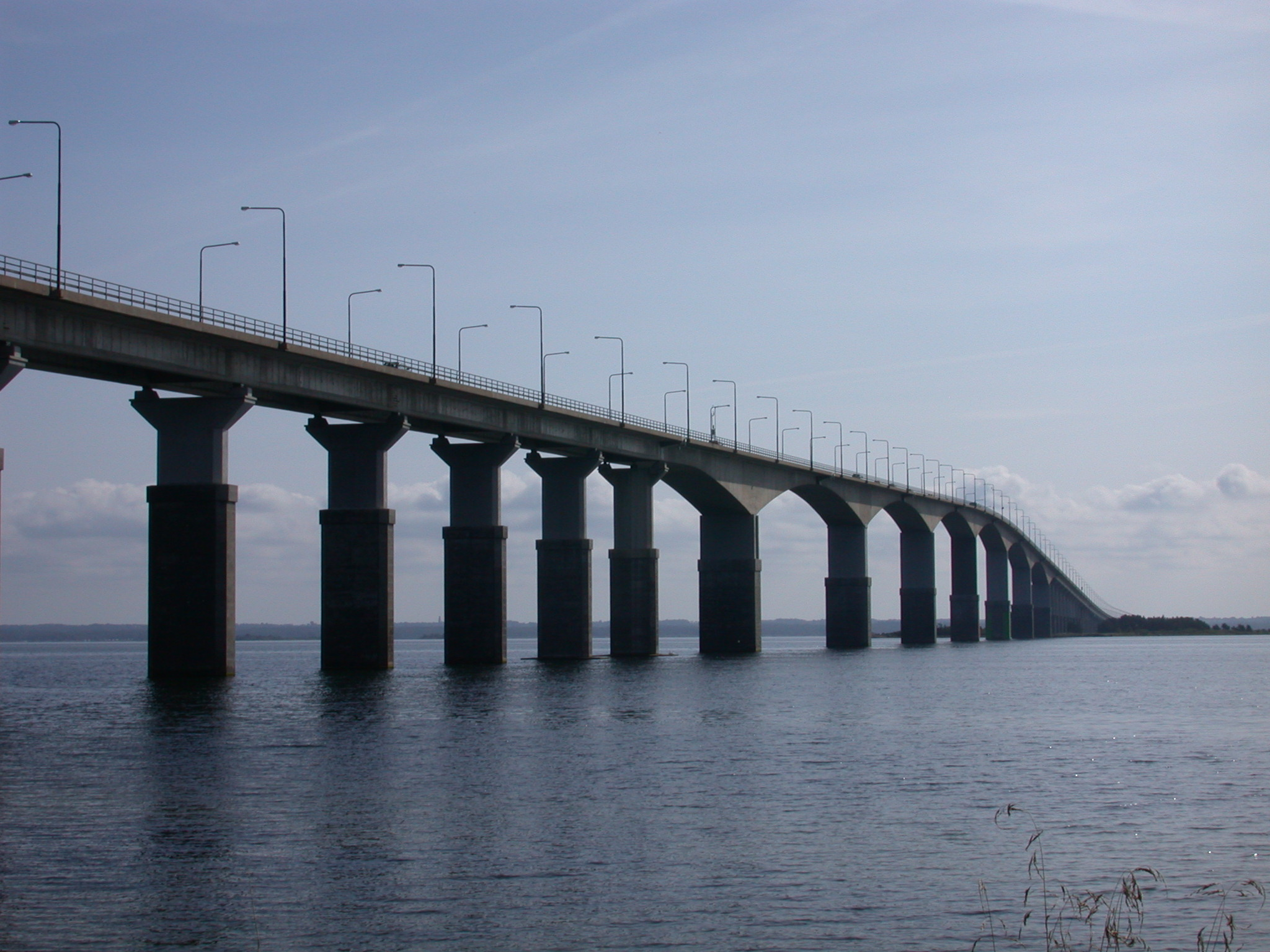
Ölandsbron vanaf de kust